# Snowboarding na Zimních olympijských hrách 1998
Snowboarding na Zimních olympijských hrách 1998 zahrnoval dvě disciplíny, které se obě jely v Jamanouči:
- obří slalom na hoře Jakebitaj
- U-rampa ve snowbordovém parku Kanbajaši.

## Medailové pořadí zemí
| Pořadí | Země                         | Zlato | Stříbro | Bronz | Celkově |
| ------ | ---------------------------- | ----- | ------- | ----- | ------- |
| 1.     | Německo (GER)                | 1     | 1       | 0     | 2       |
| 2.     | Švýcarsko (SUI)              | 1     | 0       | 1     | 2       |
| 3.     | Kanada (CAN)                 | 1     | 0       | 0     | 1       |
| 3.     | Francie (FRA)                | 1     | 0       | 0     | 1       |
| 5.     | Norsko (NOR)                 | 0     | 2       | 0     | 2       |
| 6.     | Itálie (ITA)                 | 0     | 1       | 0     | 1       |
| 7.     | Spojené státy americké (USA) | 0     | 0       | 2     | 2       |
| 8.     | Švýcarsko (SUI)              | 0     | 0       | 1     | 1       |
|        | Celkem                       | 4     | 4       | 4     | 12      |

## Medailisté

### Muži
| Disciplína  | Zlato                          | Výkon   | Stříbro                       | Výkon   | Bronz                                      | Výkon   |
| ----------- | ------------------------------ | ------- | ----------------------------- | ------- | ------------------------------------------ | ------- |
| obří slalom | Ross Rebagliati · Kanada (CAN) | 2:03,96 | Thomas Prugger · Itálie (ITA) | 2:03,98 | Ueli Kestenholz · Švýcarsko (SUI)          | 2:04,08 |
| U-rampa     | Gian Simmen · Švýcarsko (SUI)  | 85,2    | Daniel Franck · Norsko (NOR)  | 82,4    | Ross Powers · Spojené státy americké (USA) | 82,1    |

### Ženy
| Disciplína  | Zlato                           | Výkon   | Stříbro                               | Výkon   | Bronz                                          | Výkon   |
| ----------- | ------------------------------- | ------- | ------------------------------------- | ------- | ---------------------------------------------- | ------- |
| obří slalom | Karine Rubyová · Francie (FRA)  | 2:17,34 | Heidi Renothová · Německo (GER)       | 2:19,17 | Brigitte Köcková · Rakousko (AUT)              | 2:19,42 |
| U-rampa     | Nicola Thostová · Německo (GER) | 74,6    | Stine Brun Kjeldaasová · Norsko (NOR) | 74,2    | Shannon Dunnová · Spojené státy americké (USA) | 72,8    |